# Dyrżawno pyrwenstwo w piłce nożnej (1928)
Dyrżawno pyrwenstwo (1928) było 4. edycją najwyższej piłkarskiej klasy rozgrywkowej w Bułgarii. W rozgrywkach brało udział 5 zespołów. Tytułu nie obroniła drużyna Władysław Warna. Nowym mistrzem Bułgarii został zespół Slawia Sofia.

## Ćwierćfinały
- Maria Luisa Łom – Slawia Sofia 0 – 4

## Półfinały
- Władysław Warna – Lewski Ruse 5 – 1
- Slawia Sofia – Lewski Płowdiw 4 – 0

## Finał
- 30 września 1928:
Slawia Sofia – Władysław Warna 4 – 0

Zespół Slawia Sofia został mistrzem Bułgarii.